# 3D-film

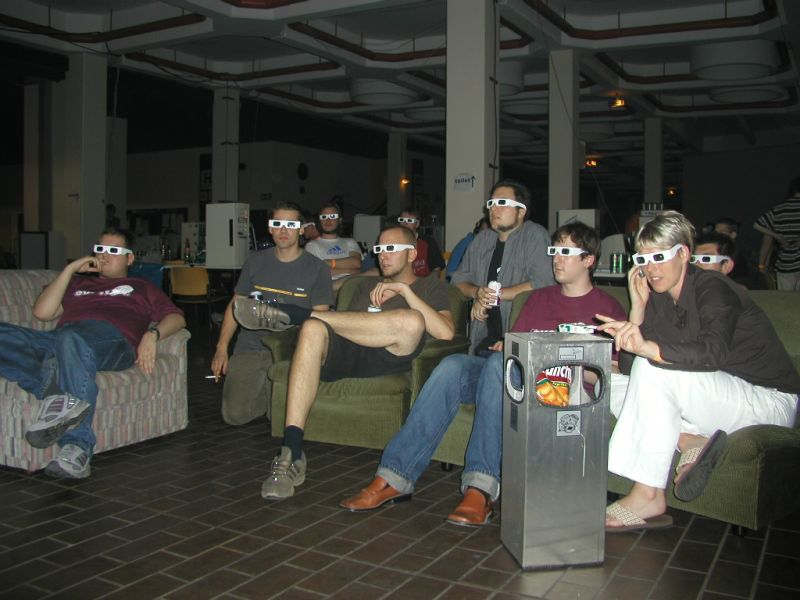
Publik med 3D-glasögon.

3D-film är film som genom någon teknik försöker ge betraktaren ett intryck av djup i en egentligen tvådimensionell film genom att visa bilder som är olika för höger och vänster öga.

## Historia
Redan på 1900-talet visades den första filmen i 3D i USA men dagens 3D-teknik skiljer sig en hel del åt jämfört med tekniken som användes förr.
Som underhållning utvecklades 3D-tekniken för filmindustrin på 1950-talet även om tekniken att skapa 3D-bilder är äldre än så. Men först då blev det lönsamt att experimentera med 3D i större skala. Tekniken i sig har aldrig fått något stort genombrott och det var inte förrän på 1970-talet som effekterna blev särskilt imponerande i filmer som till exempel Hajen 3-D. Datorutvecklingen har sedan dess lett till mera verklighetstrogna 3D-bilder.
Det finns tre olika tekniker för att visa digital 3D. Nyligen testades en av dessa på en biograf i Stockholm. Den bygger på att man i projektorn delar upp bilden i de tre grundfärgerna röd, grön och blå (så kallad RGB) som tillsammans skapar två bilder vars våglängder är lite förskjutna (färg är ju egentligen våglängder). Detta sker via ett roterande färghjul som sitter i projektorn. De två bilderna flashar växelvis på duken inte mindre än 120 gånger per sekund. Resultatet är en helt flimmerfri och stabil bild. Åskådaren har ett par passiva RGB-filtrerande glasögon som gör att man ser dessa bilder något förskjutet vilket skapar tredimensionell djupverkan. Den gamla tekniken för att visa 3D-film kunde leda till trötta ögon och huvudvärk. Med den nya tekniken är detta ett minne blott. Utöver detta är 3D-känslan med den digitala tekniken överlägsen den gamla.
Det system som har spridit sig och som flest biografer använder för att visa 3D idag är Real D Cinema. Det är nästan helt färgneutralt och använder endast en projektor med ett filter som polariserar varannan bild olika. Nackdelen är att systemet inte kan visa bilderna för höger och vänster öga samtidigt. Det löser systemet genom att visa fler bilder snabbare (144 bilder per sekund, 72 bilder i sekunden för varje öga), och genom att visa samma bild för ett öga flera gånger omlott med bilden för det andra ögat. Då tror ögonen att de ser båda bilderna samtidigt.

## Olika tekniker

Röd- och cyanfärgade anaglyfglasögon

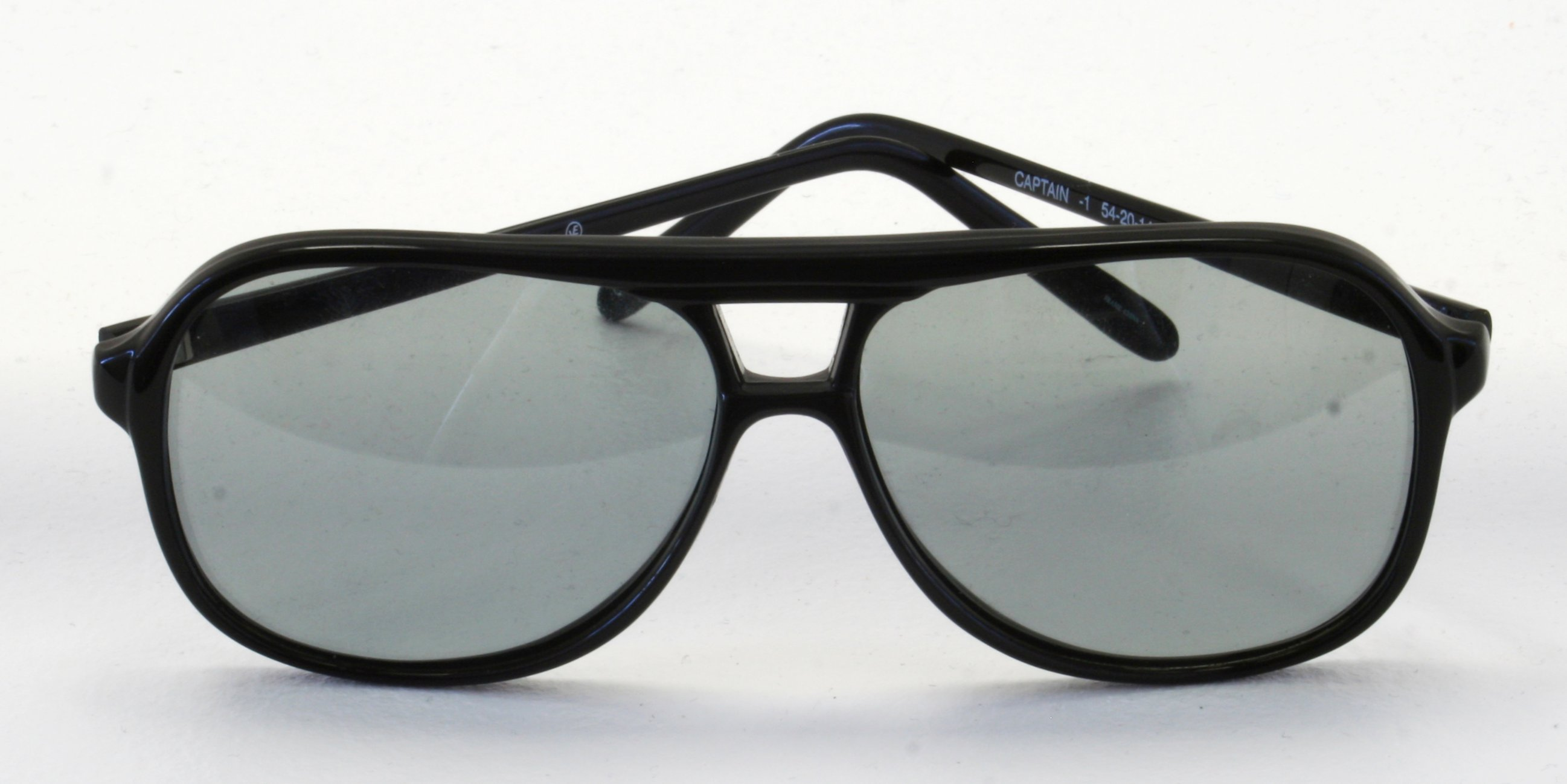
Cirkulärt polariserade glasögon

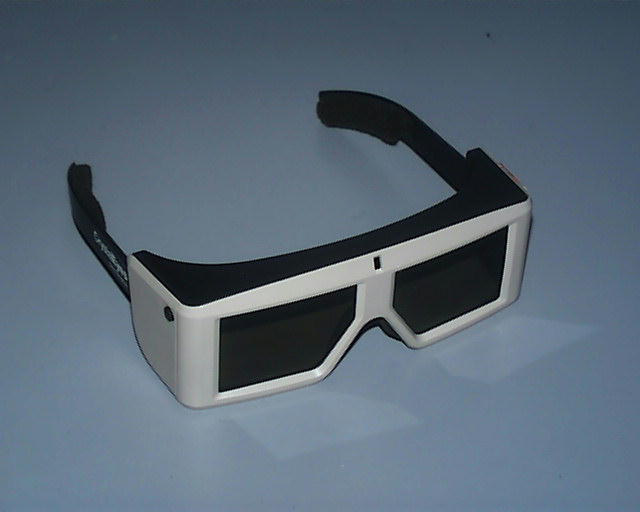
Shutter glasses

Detta avsnitt är delvis en sammanfattning av Stereoskopi
Det finns flera sätt att skapa 3D-effekter. Alla bygger på att ge ett intryck av djup genom att visa en bild för vardera ögat, skillnaderna mellan de olika teknikerna är hur vardera öga får varsin bild.

### Anaglyfiska filter
Om de två bilderna läggs på varandra men den ena i gröna toner och den andra i röda uppstår en 3D-effekt om man betraktar bilden genom glasögon med ett rött och ett grönt filter. Gröntonerna uppfattas inte av ögat med den gröna linsen och vice versa. Det ger en rätt blek bild, eller till och med en svartvit bild, men det ställer mindre krav på hur ögonen och bilden är placerade i förhållande till varandra. Det är den som gjordes populär i Sverige genom TV-piraterna. Det finns även röda och blå, samt röda och cyanfärgade, blågröna, glasögon. De sistnämnda medger att man kan se fler färger.
Då röd och grön utesluter varandra, kan man inte få färg. Därför användas ibland glasögon med en röd och en cyanfärgad lins. Cyan är en blandning av blå och grön, och därför är det möjligt att få in alla tre grundfärger (RGB) i bilden trots att det är bara två olika linser man ser igenom.

### ColorCode 3-D
Detta är en färgkodad teknik som vid första anblicken påminner väldigt mycket om de klassiska anaglyfiska glasögonen. Denna teknik är dock ett väldigt stort tekniskt framsteg och den enda teknik som idag kan visa 3-D i full färg på alla medier (från tryck, mobiltelefoner och webb till interaktiva upplevelser, digital-TV och storbildsfilm) utan krav på investeringar i kostsam hårdvara. Denna teknik har tidigare (fram till 2006) använts bland annat på Naturhistoriska riksmuseets Cosmonova.

### Polarisering
En modernare variant bygger på att glasögonens linser (och filter framför projektorn) innehåller minimala raster som har olika vinklar för de olika ögonen. Effekten är klart överlägsen, men systemet kräver antingen att man har två projektorer som kör varsin film exakt synkroniserat (med en polarisering på varje projektor), eller att man har en projektor med ett synkroniserat filter som växlar mellan två polariseringar. Real D Cinema fungerar på det sistnämnda sättet och används nu över stora delar av världen. Vidare kräver metoden att betraktaren håller huvudet rakt så glasögonens polarisering och projektorns polarisering har samma vinkel. Blir vinkeln fel börjar den "rätta" bilden bli mörkare medan den "felaktiga" bilden börjar läcka igenom.
SF Bio utrustade våren 2009 åtta biografer i Sverige (Filmstaden Bergakungen Göteborg, Filmstaden Helsingborg, Filmstaden Heron City, Filmstaden Sergel och Rigoletto, Stockholm, Royal och Filmstaden entré, Malmö, Filmstaden Norrköping, Filmstaden Umeå, Filmstaden Uppsala) för att kunna visa film i digitalt 3D-format (Real D Cinema) då flera av de stora amerikanska filmbolagen (bland andra Buena Vista) har lanserat filmer i 3D och ett stort antal filmer är planerade för premiär framöver. Under våren 2010 kom Real D-projektorer även till följande städer: Västerås (25 mars), Örebro (26 mars), Jönköping (26 mars), Linköping (26 mars), Lund (27 mars), Luleå (8 april), Växjö (8 april), Karlstad (17 april), Gävle (17 april) och Sickla, Stockholm (22 april).

### Sekventiell
Så kallade shutter glasses eller aktiva glasögon bygger på att bilderna för höger och höger öga visas på bildskärmen varannan gång med en viss frekvens. Tittaren har på sig glasögon som blinkar med motsvarande frekvens för att släppa igenom bilderna till respektive öga. Denna teknik används bland annat på Naturhistoriska riksmuseets Cosmonova.

### Autostereoskopisk
Autostereoskopisk 3-D är 3-D som inte kräver några glasögon. Det finns ett antal tekniker att använda för detta, varav den vanligaste bygger på lentikulär teknik, vilken fungerar precis som de linjaler som man kan vicka på för att se olika bilder (se holografi).

### Nya rön om 3D-film från 1936
I februari 2011 upptäckte den australiske filmproducenten Philippe Mora två stycken 30-minuters 3D-filmer inspelade av Leni Riefenstahl 1936 för det då nazistiska Tyskland.

## Filmer i urval (fram till 2005)

### 1950-talet
- 1953 – Hacke som hypnotisör
- 1953 – Invasion från Mars
- 1953 – Kalle Anka och Jumbo
- 1953 – Kiss Me Kate
- 1953 – Miss Sadie Thompson
- 1953 – Revolt i bergen
- 1953 – Slå nollan till polisen
- 1953 – Vaxkabinettet
- 1954 – Banditjägaren
- 1954 – Den röde örnen
- 1954 – Diamantmysteriet
- 1954 – Skräcken i Svarta lagunen
- 1954 – Äventyr i öknen
- 1955 – Monstret tar hämnd
- 1955 – Sinbad äventyraren

### 1960- och 1970-talet
- 1961 – Skräckmasken
- 1974 – Andy Warhol's Frankenstein

### 1980-talet
- 1981 – Comin' At Ya!
- 1982 – Fredagen den 13 del 3
- 1983 – Amityville 3-D
- 1983 – Hajen 3-D
- 1983 – TV-piraterna
- 1985 – Starchaser: The Legend of Orin
- 1986 – Captain EO

### 2000-talet
- 2003 – Spy Kids 3-D: Game Over
- 2003 – Ghosts of the Abyss
- 2004 – Polarexpressen
- 2005 – Lilla kycklingen
- 2005 – På äventyr med Sharkboy och Lavagirl